# ビリー・カールソン
ビリー・カールソン（Billy Carlson, 2006年7月29日 - ）は、アメリカ合衆国出身の野球選手（内野手）。右投右打。

## 経歴
高校3年次の2024年に打率.367、4本塁打、21打点を記録。またクローザーも務め、防御率0.60、7セーブを記録した。同学年にセス・ヘルナンデスがいた。
高校卒業後の進路はヴァンダービルト大学を予定していたが、後にテネシー大学に変更した。